# Fredvang
Fredvang est une localité du comté de Nordland, en Norvège.

## Géographie
Administrativement, Fredvang fait partie de la kommune de Flakstad.

## Quelques vues de Fredvang

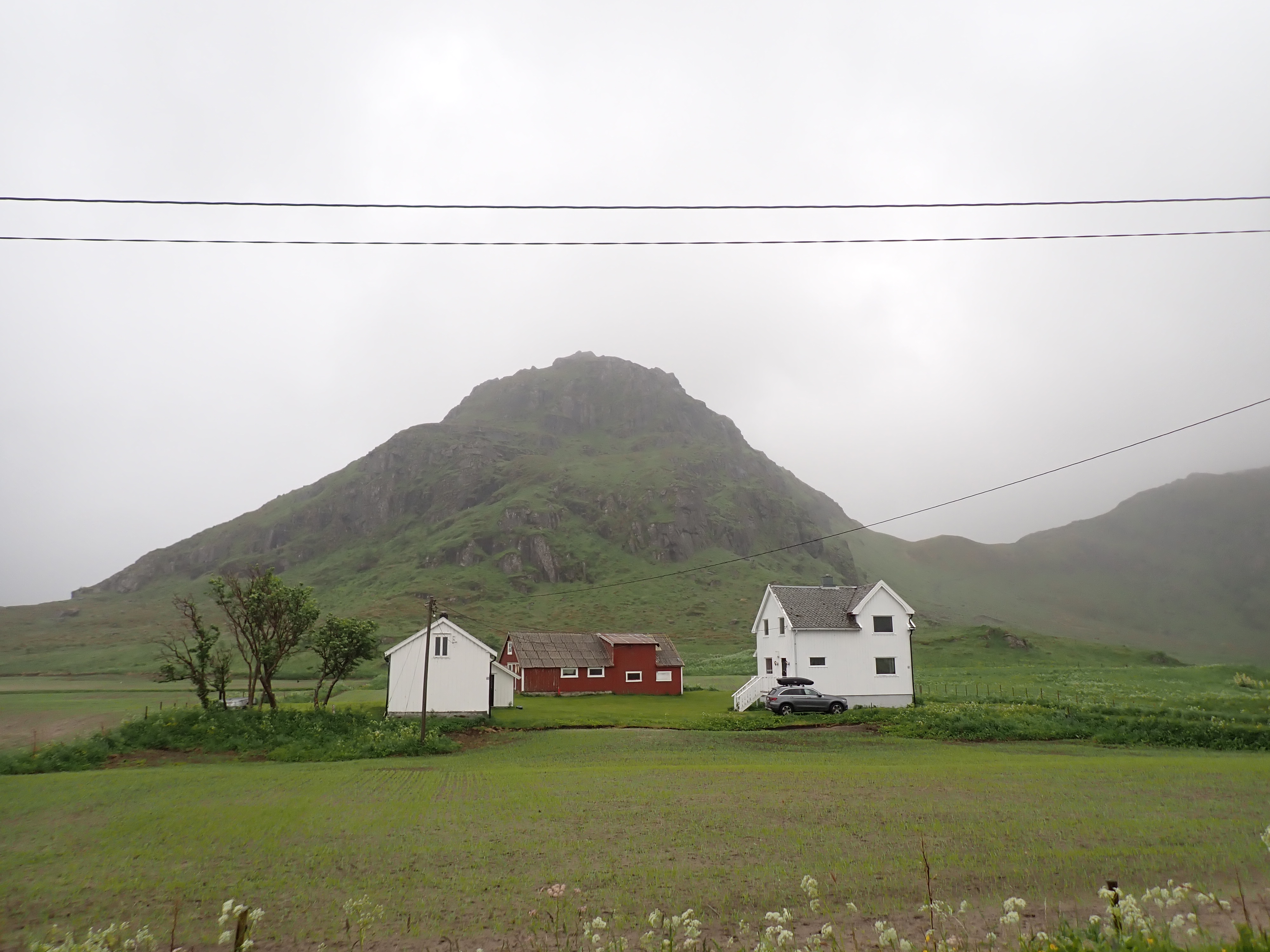
Colline de Børhesten depuis Strandveien au niveau de Medvoll.
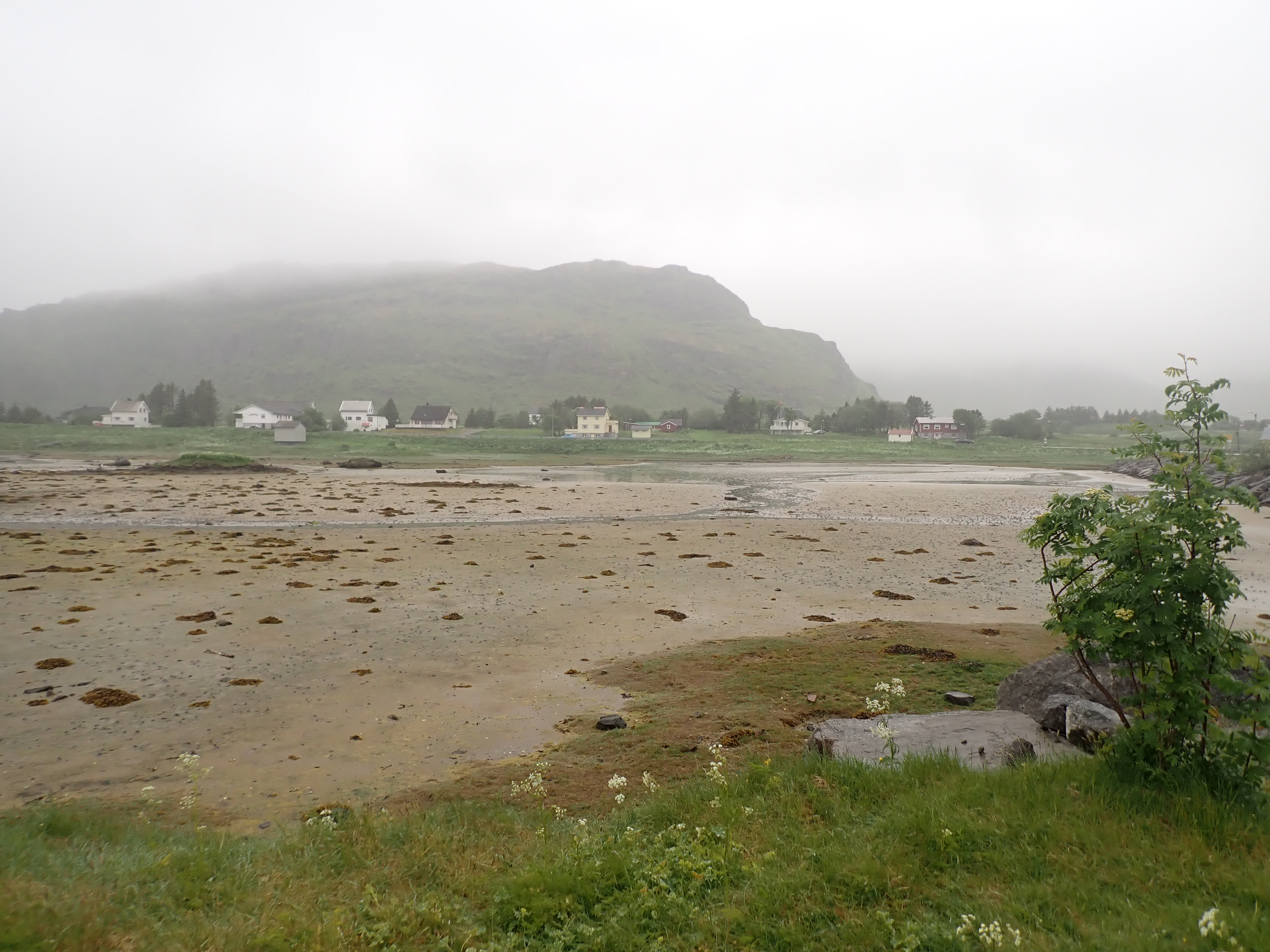
Børhesten depuis l'aire de restauration de la Fv808.